# گن سکیگوچی
گن سکیگوچی (انگلیسی: Gen Sekiguchi؛ زادهٔ ۱۰ فوریهٔ ۱۹۶۸) کارگردان فیلم، و فیلم‌نامه‌نویس اهل ژاپن است.